# Cryptolabis fuscovenosa
Cryptolabis fuscovenosa är en tvåvingeart som beskrevs av Alexander 1928. Cryptolabis fuscovenosa ingår i släktet Cryptolabis och familjen småharkrankar. Inga underarter finns listade i Catalogue of Life.